# Tavshedspligt
 Denne artikel omhandler overvejende eller alene danske forhold. Hjælp gerne med at gøre artiklen mere almen.
 Denne artikel bør gennemlæses af en person med fagkendskab for at sikre den faglige korrekthed.

Tavshedspligt er en forpligtelse til at holde visse oplysninger hemmelige. I de fleste tilfælde indtræder tavshedspligten i forbindelse med udførelsen af en arbejdsopgave (erhverv).

## Tavshedspligt i Danmark
Der findes regler i forskellige lovbestemmelser, der indebærer tavshedspligt. (Se de eksterne henvisninger nedenfor). 
Medarbejdere kan ved aftalen om ansættelsesforholdet være undergivet en forpligtelse til at iagttage tavshed, ligesom ansatte i den finansielle sektor er undergivet tavshedspligt om kundeforhold.
Tavshedspligten er (med respekt af offentlighedsloven) udbredt navnlig i centrale forvaltningsenheder. Dels skal personoplysninger ikke komme til uvedkommendes kendskab (forvaltningsloven § 27 og offentlighedsloven § 35), dels skal den administrative og politiske beslutningsproces beskyttes, så der ikke cirkulerer falske informationer eller opstår misforståelser på basis af ikke færdigredigeret sagsbehandlingsmateriale. Dertil kommer, at andre hensyn, herunder hensynet til statens sikkerhed og den offentlige orden kan indgå som selvstændige begrundelser for at nedprioritere udgangspunktet om åbenhed.
Mange ansatte inden for den offentlige sektor er omfattet af tavshedspligt, blandt andet på social- og sundhedsområdet. Derudover er ansatte i postvæsen og teleselskaber omfattet af tavshedspligten.[kilde mangler]
De almindelige lovregler om tavshedspligt findes i straffeloven § 152 og forvaltningsloven.

## Reference
1. ↑  Offentligt ansattes almindelige tavshedspligt Arkiveret 8. oktober 2022 hos  Wayback Machine på ombudsmanden.dk
2. ↑  Vejledning nr. 9330 af 21/03/2019 om retssikkerhed og administration på det sociale område på retsinformation.dk